# Store Rådhusgade
Store Rådhusgade er en gade i Sønderborg. Gaden er ca. 150 meter lang fra Rådhustorvet i nord, til den i syd efter et sving mod vest fortsætter over i Brogade. Gaden hører til blandt de ældste dele af Sønderborg, men eftersom byen blev bombarderet i 1864 findes her ikke mange bygninger af ældre dato.
Gaden er kendetegnet ved at indeholde mange caféer, restauranter samt diskoteker og andre beværtninger.
54°54′30.31″N 9°47′17.81″Ø / 54.9084194°N 9.7882806°Ø